# Президентские выборы в США (1968)
46-е президентские выборы прошли в США 5 ноября 1968 года. Кандидаты на пост президента и вице-президента от республиканской партии — бывший вице-президент Ричард Никсон и губернатор Мэриленда Спиро Агню победили как своих демократических соперников — действующего вице-президента Хьюберта Хамфри и сенатора Эдмунда Маски, так и кандидатов от Американской независимой партии — бывшего губернатора Алабамы Джорджа Уоллеса и генерала Кёртиса Лемея. Выборы 1968 года часто рассматриваются как переломные, окончившие эпоху доминирования Демократической коалиции нового курса в политике США, продолжавшуюся с победы Франклина Рузвельта в 1932 году.
Действующий президент Линдон Джонсон изначально считался фаворитом на выдвижение от Демократической партии, но снялся с выборов после победы на праймериз в Нью-Гемпшире с небольшим перевесом над сенатором от Миннесоты Юджином Маккарти, построившим свою кампанию на оппозиции разрастающейся вьетнамской войне. После этого основными кандидатами на номинацию от партии стали вице-президент Хьюберт Хамфри, Маккарти и Роберт Кеннеди, пока Кеннеди не был убит в июне 1968 года, что стало частью серии громких убийств в 1960-х годах. В конечном итоге Хамфри, несмотря на то, что почти не участвовал в праймериз победил Маккарти при поддержке партийной элиты во время конвенции партии в Чикаго на фоне протестов, проходивших в городе. Тем временем Никсон, проигравший выборы 1960 года Джону Кеннеди выиграл номинацию от своей партии, победив либерального губернатора Нью-Йорка Нельсона Рокфеллера, консервативного губернатора Калифорнии Рональда Рейгана и других кандидатов.
Предвыборный год был хаотичным и отметился убийством Мартина Лютера Кинга в начале апреля и последующими беспорядками по всей стране, убийством Роберта Кеннеди в начале июня в ходе предвыборной кампании и резким ростом оппозиции войне во Вьетнаме в университетских кампусах, что достигло пика во время протестов в Чикаго во время съезда Демократической партии, которые подавлялись полицией и широко средствами массовой информации.
Обещание Хамфри поддержать движение за гражданские права афроамериканцев вслед за администрацией Джонсона привело к снижению поддержки демократов на Юге. На этом фоне губернатор Алабамы Джордж Уоллес, известный своими сегрегационистскими взглядами решил баллотироваться на пост президента от недавно сформированной Американской независимой партии, поддерживавшей расовую сегрегацию как «право штатов». Уоллес привлекал социально консервативных избирателей по всему югу, включая как южных демократов, так и бывших сторонников Барри Голдуотера, баллотировавшегося в 1964 году. Также губернатор получил дополнительную поддержку от белых избирателей рабочего класса на промышленном Севере и Среднем Западе, которых привлекал его экономический популизм и риторика, направленная против политических элит.
Никсон, обещая восстановить закон и порядок в городах страны и обеспечить новое руководство во время войны во Вьетнаме, стремился привлечь «молчаливое большинство» умеренных избирателей, которых отталкивала как либеральная программа Хамфри, так и ультраконсервативные взгляды Уоллеса. Также Никсон реализовывал «южную стратегию» и использовал косвенные расистские послания на Верхнем Юге, где электорат был менее радикален в вопросе сегрегации.
Хамфри отставал от Никсона с большим отрывом в опросах, проводившихся в течение большей части кампании с конца августа по начало октября. Однако в последний месяц Хамфри удалось сократить отрыв Никсона после того, как кандидатура Уоллеса стала терять поддержку, а Джонсон приостановил бомбардировки во время войны во Вьетнаме, чтобы успокоить антивоенное движение, в результате чего ко дню выборов явного фаворита гонки не было. В результате Никсону удалось одержать небольшую победу в народном голосовании, обогнав Хамфри на 500 000 голосов (0,7%). В Коллегии выборщиков победа Никсона была крупнее; его отрыв в Коллегии выборщиков составил 110 голосов. Уоллес стал последним кандидатом от третьей партии, который выиграл любой штат на президентских выборах. Это были первые президентские выборы после принятия Закона об избирательных правах 1965 года, который положил начало восстановлению избирательных прав чернокожих американцев на Юге, которые десятилетиями были лишены права голоса при законах Джима Кроу.
Это были последние выборы до 2024 года, на которых действующий президент имел право баллотироваться снова, но не стал этого делать (Джо Байден, также как и Джонсон снялся с выборов). Никсон стал первым вице-президентом, избранным президентом после ухода со своей должности на определенный период. В 15-й раз лидером президентской гонки в США стал кандидат, набравший был менее 50 % голосов избирателей.

## Выборы
Кремль предлагал тайно субсидировать избирательную кампанию Хамфри, однако тот вежливо отклонил это предложение.
Кандидат от крайне правой Американской независимой партии Джордж Уоллес (кандидатом на пост вице-президента являлся Кертис Лемей — бывший генерал и его бывший начальник во время ВМВ) получил 13,5 % голосов избирателей и победил в пяти штатах Юга. В истории президентских выборов в США это был четвёртый среди «третьих сил» результат с начала XX века и последний раз, когда какой-либо претендент от третьей партии получил сколь-нибудь значительное количество голосов выборщиков.
Профессор Майкл Урбан вспоминал, что в то время «началась реакция, олицетворением которой стали губернатор Джордж Уоллес, баллотировавшийся на президентский пост под лозунгами сегрегации и получивший почти 10 миллионов голосов, будучи при этом независимым кандидатом, и Ричард Никсон, республиканский кандидат, выигравший выборы 1968-го года. Оба выступали под лозунгом „Закон и порядок“ с явным ударением на слове „порядок“».

### Результаты
| Кандидат              | Партия                          | Избиратели | Избиратели | Выборщики |
| Кандидат              | Партия                          | Количество | %          | Выборщики |
| --------------------- | ------------------------------- | ---------- | ---------- | --------- |
| Ричард Милхауз Никсон | Республиканская партия          | 31 783 783 | 43,4       | 301       |
| Хьюберт Хамфри        | Демократическая партия          | 31 271 839 | 42,7       | 191       |
| Джордж Уоллес         | Американская независимая партия | 9 901 118  | 13,5       | 46        |
| Юджин Маккарти        | независимый                     | 25 634     | 0,0        | 0         |
| другие                | —                               | 243 258    | 0,3        | 0         |
| Всего                 | Всего                           | 73 199 998 | 100        | 538       |

Правящие круги Великобритании (в 1964—1970 годах премьер-министром Великобритании был Гарольд Вильсон) ожидали победы демократа Хамфри, в связи с чем послом Великобритании в США в 1969 году был назначен Джон Фримен, который, будучи в 1961—1965 годах главным редактором журнала «New Statesman», открыто критиковал Ричарда Никсона как беспринципного человека (англ. «a man of no principle»).